# گاو مشک
گاو مُشک یکی از قدیمی‌ترین پستانداران با ظاهری شبیه به جانوران بدوی، دارای سری بزرگ و خزی پر پشت و ظاهری خشن است. این جانور هر چند که شبیه گاو نر است؛ اما احتمالاً با گوسفند و بز نسبت نزدیک تری دارد. گاو مشک معمولاً در گله‌های کوچک در مناطق توندرای قطب شمال زیست می‌کند. این مناطق ب جزو خشن‌ترین بخش‌های محیط‌های زیستی هستند. اما گاو مشک به خوبی قادر است در آنها زندگی کند. دشمن گاو مشک گرگ قطبی است. گاو مشک‌ها هنگامی که مورد تهدید قرار می‌گیرند به هم پشت می‌کنند و دایره‌ای کاملاً بسته به وجود می‌آورند و برای حفاظت از گوسالهها آنها را در میان حلقه خود قرار می‌دهند. تجمع بالغ‌ها و دایره زدنشان در حالی که رو به بیرون دارند به منظور محافظت از گوساله‌ها در برابر بوران و کولاک نیز انجام می‌شود.
گاو مشک‌های ماده در هنگام بارداری بسیار پرخاشگر می‌شوند و تصمیم اینکه گله در طول روز چه مقدار مسافت طی کند و کجا برای خواب شبانه اتراق کند با آنها است. پراکنش عمدهٔ گاو مشک‌ها در گرینلند و شمال کانادا به محاذات قلمروهای شمال غرب و نوناووت است. جمعیت‌های قابل‌توجهی نیز از این گونه در ایالت آمریکا، آلاسکا، استان‌ها و قلمروهای کانادا، یوکان، شبه‌جزیره اسکاندیناوی و سیبری نیز وجود دارد.